# Pervomajskij posjolok
Pervomajskij posjolok (rusky Первомайский посёлок) je kamenný meteorit, pozůstatek kamenného meteorického deště. Ten dopadl 26. prosince 1933 na území Vladimirské oblasti v Rusku poblíž obce Pervomajskij. Celkem bylo nalezeno 97 úlomků o celkové hmotnosti 49 kg.